# Pylle
Pylle is een civil parish in het bestuurlijke gebied Mendip, in het Engelse graafschap Somerset met 160 inwoners.